# Ischyronota elevata
Ischyronota elevata — вид жуков из подсемейства щитоносок (Cassidinae), семейства листоядок (Chrysomelidae). Впервые описан Эдмундом Рейттером в 1890 году как Cassida elevata. Впоследствии был выделен в род Ischyronota.

## Распространение
Широко распространён в регионах с полупустынным и солончаковым климатом. Известен в Турции, Армении, Иране, Израиле, Сирии, Афганистане, Туркменистане, Узбекистане, Казахстане и южных районах России. В Израиле отмечен в Негеве и районе Мёртвого моря.

## Экология и местообитания
Жук связан с солончаковыми и сухостепными биоценозами. Обитает на засоленных почвах, в местах произрастания солелюбивой флоры. Активен в тёплое время года. Развивается одно поколение в год.

## Кормовые растения
Основу питания личинок и имаго составляют представители сем. Amaranthaceae (в старой классификации — маревые, Chenopodiaceae):
- Halocnemum strobilaceum — сарсазан шишковатый
- Salsola spp. — солянки
- Suaeda spp. — сведы
- Aellenia subaphylla — элления малолистная
- Beta vulgaris — свёкла (отмечена в Иране)

## Биология
Личинка питается на тех же растениях, что и взрослые жуки. Как у других щитоносок, личинки обладают экскрементным «щитком». Встречается в типичных местообитаниях рода Ischyronota — солончаках и засоленных низинах. Личинка описана в 1971 году советскими энтомологами Медведевым и Радзивиловской.